# 白井幹夫 (実業家)
白井 幹夫（しらい みきお、1945年8月10日 - ）は、日本の実業家。
1968年（昭和43年）関東学院大学工学部卒。同年自動車部品工業入社。1996年（平成8年）取締役、2000年（平成12年）常務取締役、2005年（平成17年）専務取締役、2007年（平成19年）自動車部品工業代表取締役社長就任。2011年（平成23年）代表権のない自動車部品工業会長に就任。

## 実績
- 2011年3月期決算において最高益に迫る水準を達成した[4]